# Bathymedon caino
Bathymedon caino är en kräftdjursart. Bathymedon caino ingår i släktet Bathymedon och familjen Oedicerotidae. Inga underarter finns listade i Catalogue of Life.